# Nicholas McGegan
Nicholas McGegan, né le 14 janvier 1950 à Sawbridgeworth en Angleterre dans le Hertfordshire, est un chef d'orchestre anglais. Il est également claveciniste, flûtiste et spécialiste de musique ancienne.

## Biographie
McGegan a commencé sa scolarité à la Nottingham High School (en). Il a étudié la musique au Corpus Christi College de Cambridge et au Magdalen College d'Oxford. Durant les années 1970, il a participé à quelques enregistrements de musique baroque en tant que flûtiste, notamment dans des enregistrements de symphonies de Mozart dirigés par Christopher Hogwood. McGegan a ensuite enseigné la musique dans plusieurs institutions anglaises, le King's College de Cambridge, le Oriel College d'Oxford et le Royal College of Music. Aux États-Unis, il a occupé une place d'« artiste à résidence » (artist-in-residence, avec logement universitaire de fonction) à l'Université Washington de Saint-Louis.
En 1985, McGegan devient directeur musical de l'Orchestre baroque philharmonique (en) (en anglais, Philharmonia Baroque Orchestra ou PBO) à San Francisco. De 1991 à 2011, il est directeur artistique du Festival Haendel International de Göttingen (en). Il a aussi occupé des fonctions durables au théâtre de Drottningholm, à l'Orchestre symphonique de Milwaukee et à l'Orchestre de chambre de Saint-Paul. McGegan a aussi fondé son propre groupe de musique de chambre, la Arcadian Academy. Il est directeur musical de l'Orchestre de chambre d'Irlande de 2002 à 2005.
McGegan a participé à plus d'une centaine d'enregistrements, dont beaucoup avec le PBO et avec des chanteurs tels que Lorraine Hunt Lieberson et Lisa Saffer, notamment pour le label Harmonia Mundi. Il s'est vu décerner un certain nombre d'honneurs, dont un diplôme honoraire du Royal College of Music de Londres, le prix Haendel du Festival Haendel de Halle, et une médaille des Amis du Drottningholm Theatre
Il réside actuellement à San Francisco et à Glasgow. Il a été nommé officier de l'Ordre de l'Empire britannique en 2010.